# أنقولية صفراء
أنقولية صفراء (الاسم العلمي: Aquilegia flavescens) هي نوع من النباتات تتبع جنس الأنقولية من الفصيلة الحوذانية.